# Noël Josèphe
Pour les articles homonymes, voir Josèphe.
Noël Josèphe est un homme politique français né le 25 mai 1920 à Lille (Nord) et mort le 23 mars 2006 à Bruay-la-Buissière. Il était notamment président du conseil régional du Nord-Pas-de-Calais de 1981 à 1992.

## Biographie
Noël Josèphe est pupille de l'Assistance publique. Il passe son enfance dans le village de Boeschepe (où il est enterré) et poursuit ses études secondaires au lycée des Flandres d'Hazebrouck. Combattant volontaire de la Résistance, il entre à l'École normale supérieure de Saint-Cloud après la guerre et s'engage en politique. Il devient secrétaire national du Parti socialiste en 1969. Il est élu maire de Beuvry dans le Pas-de-Calais puis conseiller général de Nœux-les-Mines. En 1981, il est élu député du Pas-de-Calais jusqu'en 1986 et le devient de nouveau en 1988. Il remplace Pierre Mauroy en 1981 à la présidence du conseil régional du Nord-Pas-de-Calais. Il sera le premier président de cette région élu au suffrage universel, et restera à la tête de la région jusqu'en 1992.
Passionné par la poésie et les poètes, il fonde à Beuvry la Maison régionale de la Poésie, qui accueille des artistes en résidence et publie des recueils de poèmes. C'est sur l’initiative de Noël Josèphe qu'un recueil de poèmes de la Polonaise Wislawa Szymborska sera édité par cette maison d'édition, avant qu’elle ne reçoive le prix Nobel de littérature en 1996.

## Distinctions et fonctions
- Noël Josèphe était chevalier de la Légion d'honneur et officier de l'ordre national du Mérite et des Palmes académiques.
- Il a été également pendant vingt-cinq ans trésorier national du Syndicat national des inspecteurs de l'Éducation nationale.
- Il a été l'un des premiers présidents de région à développer les relations de solidarité internationale avec l'Afrique et en particulier le Sénégal, qui l'avait élevé au rang de commandeur de l'ordre du Lion du Sénégal.